# Thành viên thường trực Hội đồng Bảo an Liên Hợp Quốc

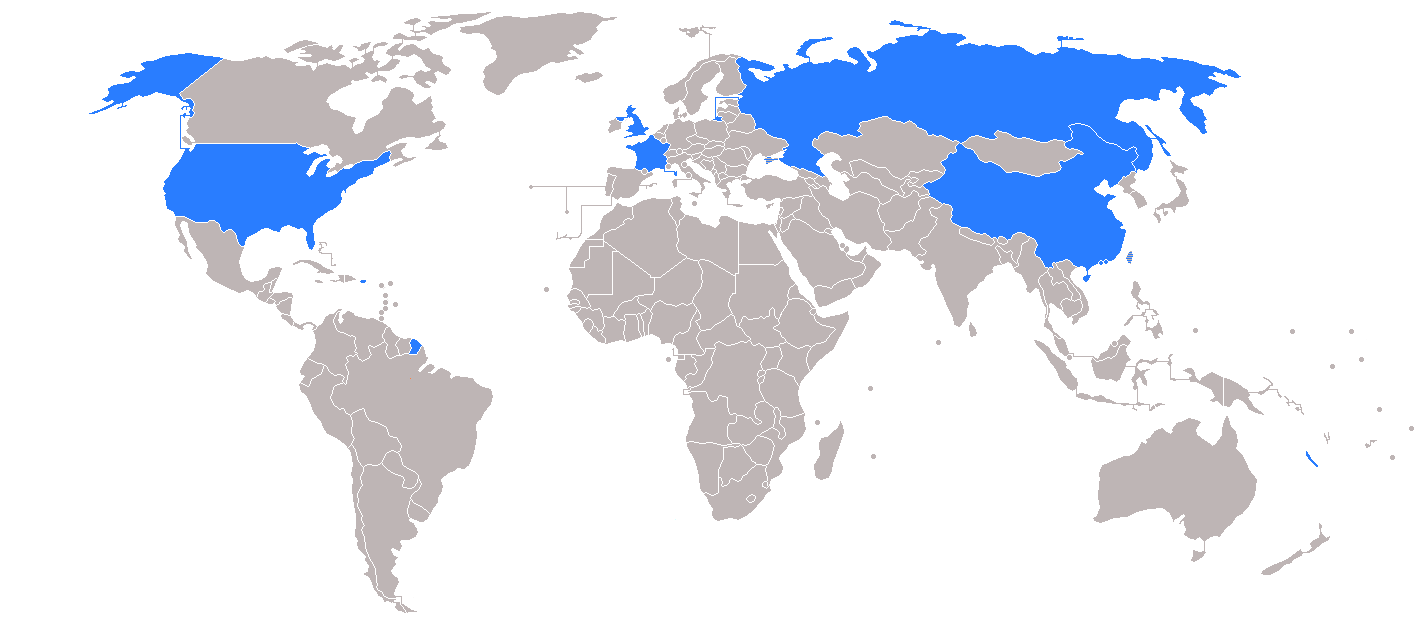
Thành viên thường trực của Hội đồng Bảo an Liên Hợp Quốc.

Thành viên thường trực của Hội đồng Bảo an Liên Hợp Quốc (tiếng Anh còn gọi là: Permanent Five, Big Five, hay P5) là 5 quốc gia theo Hiến chương Liên Hợp Quốc năm 1945 trao một ghế thường trực cho Hội đồng Bảo an Liên Hợp Quốc: Trung Quốc (trước đây là Trung Hoa Dân quốc), Pháp, Nga (trước đây là Liên Xô), Vương quốc Anh và Hoa Kỳ. Các quốc gia này đều là đồng minh trong Chiến tranh thế giới thứ hai giành chiến thắng. Tất cả năm quốc gia này đều là quốc gia vũ khí hạt nhân. Tổng cộng có 15 quốc gia thành viên Liên Hợp Quốc phục vụ trong UNSC, phần còn lại được bầu. Bất kỳ 1 trong 5 thành viên thường trực đều có quyền cho phép phủ quyết, cho phép họ ngăn chặn việc thông qua bất kỳ nghị quyết nào của Hội đồng "thực chất", bất kể mức độ hỗ trợ quốc tế của nó.

## Các quốc gia
| Quốc gia   | Đại diện nhà nước hiện nay                        | Đại diện nhà nước trước đây                                                    | Các lãnh đạo hành pháp hiện nay                         | Đại diện hiện tại       |
| ---------- | ------------------------------------------------- | ------------------------------------------------------------------------------ | ------------------------------------------------------- | ----------------------- |
| Trung Quốc | Cộng hòa nhân dân Trung Hoa (từ 1971)             | Trung Hoa Dân quốc (1945–1971)                                                 | Chủ tịch: Tập Cận Bình Thủ tướng: Lý Cường              | Phó Thông               |
| Pháp       | Đệ Ngũ Cộng hòa Pháp (từ 1958)                    | Chính phủ lâm thời Cộng hòa Pháp (1945–1946) · Đệ Tứ Cộng hòa Pháp (1946–1958) | Tổng thống: Emmanuel Macron Thủ tướng: Gabriel Attal    | Nicolas de Rivière      |
| Nga        | Liên bang Nga (từ năm 1991)                       | Liên Xô (1945–1991)                                                            | Tổng thống: Vladimir Putin Thủ tướng: Mikhail Mishustin | Vasily Nebenzya         |
| Anh Quốc   | Vương quốc Liên hiệp Anh và Bắc Ireland (từ 1945) | N/A                                                                            | Thủ tướng: Keir Starmer                                 | Barbara Woodward        |
| Hoa Kỳ     | Hợp chúng quốc Hoa Kỳ (từ 1945)                   | N/A                                                                            | Tổng thống: Donald Trump                                | Linda Thomas-Greenfield |

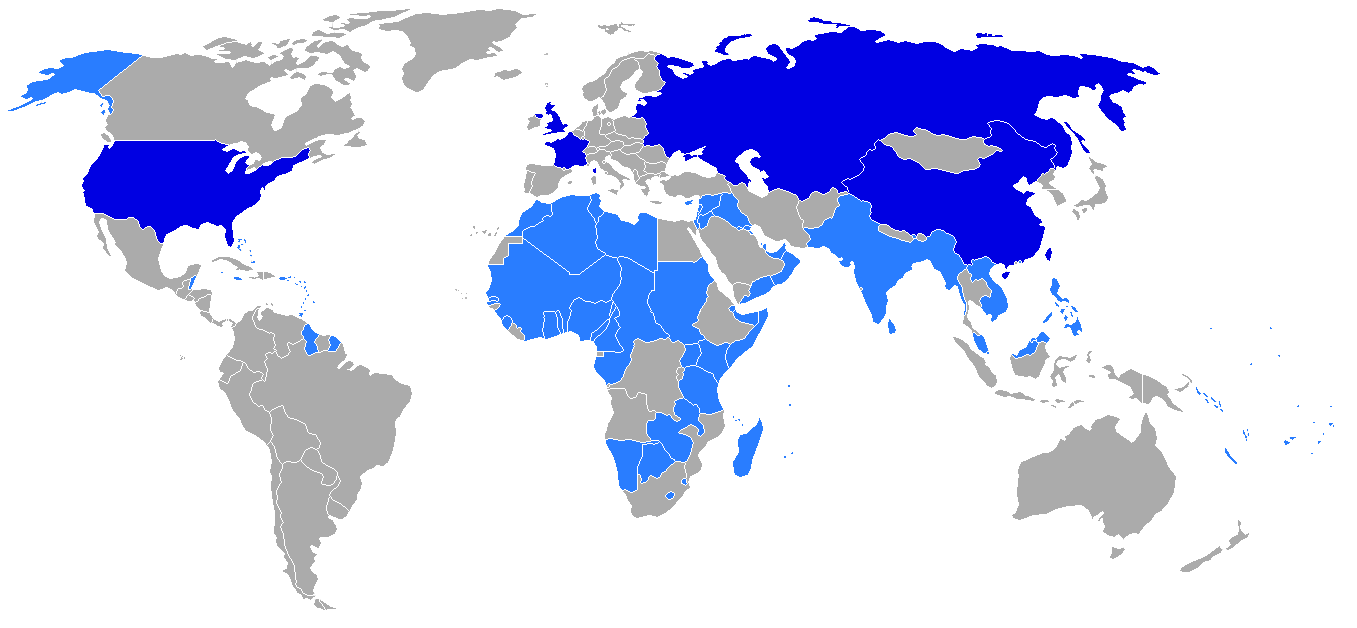
Các thành viên thường trực ban đầu của Hội đồng Bảo an Liên Hợp Quốc năm 1945 (màu xanh đậm) với các thuộc địa tương ứng và các tài sản khác được hiển thị (màu xanh nhạt).

Tại sự thành lập của Liên Hợp Quốc năm 1945, 5 thành viên thường trực của Hội đồng Bảo an là Cộng hòa Pháp, Cộng hòa Trung Quốc, Liên Xô, Vương quốc Anh và Hoa Kỳ. Kể từ đó, đã có hai lần thay đổi ghế, mặc dù không được phản ánh trong Điều 23 của Hiến chương Liên Hợp Quốc vì nó chưa được sửa đổi cho phù hợp:

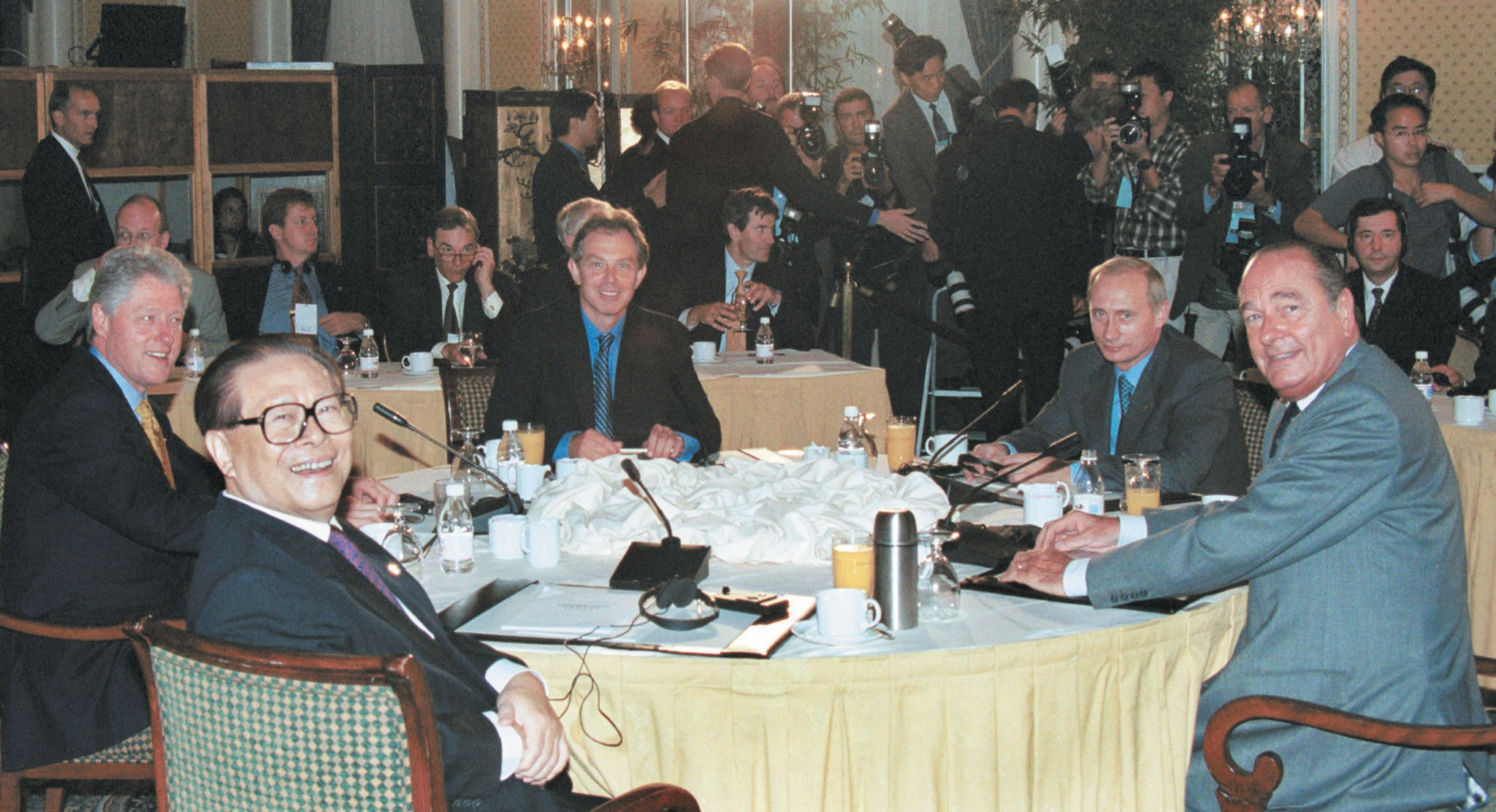
Lãnh đạo của năm quốc gia thành viên thường trực tại hội nghị thượng đỉnh năm 2000. Theo chiều kim đồng hồ từ phía trước bên trái: Chủ tịch Trung Quốc Giang Trạch Dân, Tổng thống Hoa Kỳ Bill Clinton, Thủ tướng Anh Tony Blair, Tổng thống Nga Vladimir Putin và Tổng thống Pháp Jacques Chirac.

- Ghế của Trung Quốc ban đầu được nắm giữ bởi chính quyền Trung Hoa Dân quốc. Tuy nhiên, chính thể này đã thua trong nội chiến Trung Quốc và rút về đảo Đài Loan vào năm 1949. Đảng Cộng sản đã giành quyền kiểm soát Trung Quốc đại lục và thành lập Cộng hòa Nhân dân Trung Hoa. Năm 1971, Nghị quyết 2758 của Đại Hội đồng Liên Hợp Quốc đã công nhận Chính phủ Cộng hòa Nhân dân Trung Hoa là đại diện hợp pháp của Trung Quốc tại Liên Hợp Quốc, và trao cho vị trí trong Hội đồng Bảo an đã được tổ chức bởi Trung Hoa Dân Quốc, đã bị trục xuất khỏi Liên Hợp Quốc hoàn toàn. Cả hai chính phủ vẫn chính thức yêu sách lãnh thổ của nhau. Tuy nhiên, đến năm 2022 chỉ còn 11 quốc gia tiếp tục chính thức công nhận chủ quyền của Trung Hoa Dân quốc.
- Sau khi Liên Xô tan rã năm 1991, Nga được công nhận là quốc gia kế thừa pháp lý của Liên Xô và duy trì vị trí sau này trong Hội đồng Bảo an.
- Pháp đã cải tổ chính phủ lâm thời của mình thành Đệ Tứ Cộng hòa Pháp vào năm 1946 và sau đó thành Đệ Ngũ Cộng hòa Pháp vào năm 1958, cả dưới sự lãnh đạo của Charles de Gaulle. Pháp duy trì vị trí của mình vì không có thay đổi về vị thế hoặc sự công nhận quốc tế, mặc dù nhiều thực thể hải ngoại cuối cùng đã trở nên độc lập.

Năm thành viên thường trực của Hội đồng Bảo an là những cường quốc chiến thắng trong Thế chiến II và đã duy trì lực lượng quân sự mạnh nhất thế giới kể từ đó. Họ hàng năm đứng đầu danh sách các quốc gia có chi phí quân sự cao nhất; vào năm 2011, họ đã chi hơn đô la Mỹ 1 nghìn tỷ kết hợp cho quốc phòng, chiếm hơn 60% chi phí quân sự toàn cầu (riêng Hoa Kỳ chiếm hơn 40%). Họ cũng là năm trong số sáu nhà xuất khẩu vũ khí lớn nhất thế giới, cùng với Đức và là quốc gia duy nhất được chính thức công nhận là "quốc gia vũ khí hạt nhân" theo Hiệp ước về không phổ biến vũ khí hạt nhân NPT), mặc dù có những quốc gia khác được biết đến hoặc được cho là sở hữu vũ khí hạt nhân.

### Quyền phủ quyết
"Quyền phủ quyết" đề cập đến quyền phủ quyết chỉ do các thành viên thường trực sử dụng, cho phép họ ngăn chặn việc thông qua bất kỳ nghị quyết nào của Hội đồng "thực chất", bất kể mức độ hỗ trợ quốc tế cho dự thảo. Quyền phủ quyết không áp dụng đối với phiếu bầu theo thủ tục, điều có ý nghĩa trong đó là tư cách thành viên thường trực của Hội đồng Bảo an có thể bỏ phiếu chống lại nghị quyết "thủ tục", mà không nhất thiết phải chặn Hội đồng thông qua.
Quyền phủ quyết được thực hiện khi bất kỳ thành viên thường trực nào, người được gọi là "P5" đã phát biểu một cuộc bỏ phiếu "tiêu cực" đối với nghị quyết dự thảo "thực chất". Bỏ phiếu trắng hoặc vắng mặt trong cuộc bỏ phiếu của một thành viên thường trực không không ngăn cản dự thảo nghị quyết được thông qua.

## Mở rộng

Các quốc gia G4 hỗ trợ lẫn nhau trong việc mở rộng ghế thành viên thường trực Hội đồng Bảo an Liên Hợp Quốc

Đã có những đề xuất gia tăng số thành viên thường trực Hội Đồng Bảo An Liên Hiệp Quốc. Các ứng cử viên thường được đề cập là Brasil, Đức, Ấn Độ và Nhật Bản. Họ bao gồm nhóm 4 quốc gia được gọi là nhóm G4, các quốc gia cùng hỗ trợ lẫn nhau trong quá trình đề xuất có thêm ghế thành viên thường trực Hội Đồng Bảo An Liên Hiệp Quốc.
Loại cải cách này đã gặp phải sự phản đối của nhóm Liên Minh Đồng Lòng, được tạo ra chủ yếu bởi các quốc gia là đối thủ trong khu vực và đối thủ cạnh tranh kinh tế của G4, hoặc các vấn đề Tội Ác Chiến Tranh trong quá khứ của các nước này với nhóm G4. Nhóm được lãnh đạo bởi Ý và Tây Ban Nha (phản đối Đức), Mexico, Colombia và Argentina (phản đối Brasil), Pakistan (phản đối Ấn Độ) Trung Quốc và Hàn Quốc (phản Nhật Bản), ngoài ra có sự tham gia của Thổ Nhĩ Kỳ, Indonesia và các quốc gia khác. Từ năm 1992, Ý và các thành viên hội đồng khác thay vào đó đã đề xuất các ghế bán cố định hoặc mở rộng số lượng ghế tạm thời.
Hầu hết các ứng cử viên hàng đầu cho tư cách thành viên thường trực thường được bầu vào Hội đồng Bảo an bởi các nhóm tương ứng của họ. Nhật Bản đã được bầu trong 11 nhiệm kỳ 2 năm, Brazil cho 10 nhiệm kỳ và Đức trong 3 nhiệm kỳ. Ấn Độ đã được bầu vào hội đồng tổng cộng 7 lần, với giá thầu thành công gần đây nhất là vào năm 2010 sau khoảng cách gần 20 năm kể từ năm 1991.
Vào năm 2013, các thành viên P5 và G4 của Hội đồng Bảo an Liên Hợp Quốc chiếm 8 trong số mười ngân sách quốc phòng lớn nhất thế giới, theo Viện Nghiên cứu Hòa bình Quốc tế Stockholm (SIPRI)
Hoa Kỳ có thể đề xuất thành lập hai ghế thường trực trong Hội đồng Bảo an cho các nước châu Phi, trong trường hợp Hội đồng Bảo an mở rộng.